# Antolin (powiat janowski)
Antolin – wieś w Polsce położona w województwie lubelskim, w powiecie janowskim, w gminie Modliborzyce.

## Krótki opis
W latach 1975–1998 miejscowość należała administracyjnie do województwa tarnobrzeskiego. Według Narodowego Spisu Powszechnego (III 2011 r.) liczyła 95 mieszkańców i była dziewiętnastą co do wielkości miejscowością gminy Modliborzyce. Ludność wyznania katolickiego przynależy do parafii Matki Bożej Nieustającej Pomocy w Wierzchowiskach Drugich.

## Historia
O wsi na tym terenie wzmiankowano już 1791 r. Nazywano ją wtedy Majdan Nowy, a później Majdan Wielgusów i Antoniowskich. Wieś powstała w wyniku karczunku lasów w dobrach Wierzchowskich. W 1865 r. była w posiadaniu Kajetana Kochanowskiego i składało się na nią 13 gospodarstw. W 1865 roku dziedzic zabrał chłopom łącznie 50 mórg z przeznaczeniem na niwę dworską. Pod koniec XIX wieku używano już powszechnie nazwy Antolin, a wieś zamieszkiwało wtedy 158 osób. W 1921 r. wieś liczyła 24 domów i 175 mieszkańców.
W październiku 1940 r. powstała placówka Komendy Obrońców Polski. W 1945 r. na terenie wsi doszło starcia oddziałów AL z wycofującymi się jednostkami niemieckimi. W latach 1960–1981 we wsi funkcjonowała jednostka Ochotniczej Straży Pożarnej.